# Навлицкое
На́влицкое (бел. На́ўліцкае, На́ўліцы) — озеро в Полоцком районе Витебской области Белоруссии в бассейне реки Нежлевка (приток Ушачи).
Озеро расположено в 20 км к юго-западу от города Полоцк. На берегах находятся деревни Навлица, Гуры, Дубняки.

## Общие сведения
Площадь зеркала — 3,86 км². Длина озера — 3,43 км, наибольшая ширина — 1,74 км. Наибольшая глубина достигает 12,9 м, средняя глубина — 6,1. Длина береговой линии — 11,4 км. Объём воды — 23,5 млн м³. Пллощадь водосбора — 11,3 км² Высота над уровнем моря — 138,2 м.

## Описание
Котловина озера лопастной формы подпрудного типа. Склоны котловины крутые, высотой от 3-5 до 25 м. Береговая линия извилистая, в южной части образует заливы и полуострова. Берега низкие, песчаные и песчано-галечные. В западной и северо-западной части озера берега абразионные, высотой 0,6—0,8 м. Вокруг озера (кроме западной части) торфяная пойма шириной до 200 м, поросшая болотно-луговой растительностью и редким кустарником. Наибольшие глубины около западного берега озера. Мелководье песчаное, глубоководная часть дна выстлана глинистым илом. Озеро мезотрофное, слабо проточное. Впадают 2 ручья и вытекает ручей в озеро Нежлево, находящееся в 2 км к северо-востоку от Навлицкого.

## Растительный и животный мир
Зарастает до глубины 6 м на расстоянии 50-100 м от берега. Растительность занимает около 30 % площади дна озера. Среди растений: камыш, тростник, телорез, роголистник, рдест, харофитовые водоросли. Окрестные леса богаты черникой, брусникой, грибами, встречаются клюква и голубика.
В озере водятся щука, лещ, судак, окунь, сазан, плотва, густера, карась и другие виды рыб. В 2006—2007 годах озеро зарыблялось карпом, речным угрём, толстолобиком и белым амуром. Производится промысловый лов рыбы. Организовано платное любительское рыболовство.